# سابرو، دانمارک
سابرو (به دانمارکی: Sabro) یک شهرک در دانمارک است که در شهرداری آرهوس واقع شده‌است.